# Губернатор в Российской империи

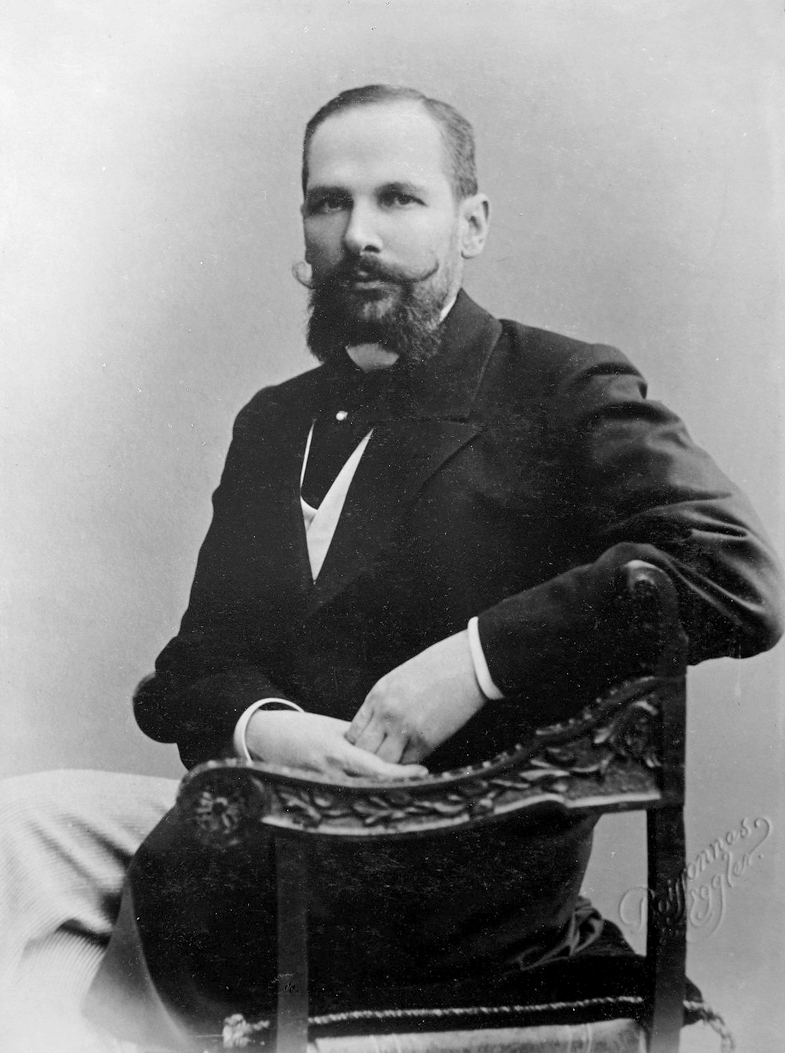
Губернатор Гродненской губернии Пётр Аркадьевич Столыпин

Одной из высших административных должностей в Российской империи являлся губернатор. Согласно определению ЭСБЕ, губернатор — непосредственный начальник вверенной ему губернии и главный блюститель неприкосновенности прав верховной власти.
Появление должности губернатора в юридических документах Русского царства связывают с Губернской реформой Петра Великого 1708 года. Согласно ей, главными обязанностями губернаторов были подчинение императору, контроль за набором рекрутов и сбором налогов, управление находящимися на территории субъекта вооруженными формированиями, а также составление отчетов о собранных в губернии ресурсах. Вплоть до начала правления Александра II губернаторами назначались преимущественно военные высоких чинов, поскольку считалось, что те являются наиболее дисциплинированными и ответственными.
В прямые обязанности чиновника губернаторского ранга XIX века входило как и ранее упомянутое исполнение распоряжений императора, так и закрепленный в 1728 году контроль за порядком и возглавление действий в случае различного рода бедствий. Ещё в 1764 году указом Екатерины II права губернаторов были расширены: в подчинение таковым вверялись все губернские учреждения, в то время как до него местные учреждения подчинялись коллегиям. В 1864 году в связи с проведением Земской реформы губернаторы получили право на приостановку любого решения земских управ и собраний управляемой ими губернии по своему усмотрению, а с 1865 года в ходе Судебной реформы губернские начальники были лишены права на отмену судебного решения и всех остальных судебных прав.
В конце XIX — начале XX веков в России существовало 4 разновидности должности губернатора, различавшихся по полномочиям: губернатор, вице-губернатор, генерал-губернатор и военный губернатор.
Институт губернаторов в России прекратил своё существование сразу после Февральской революции. На его смену пришёл институт губернских комиссаров.

## Возникновение и становление должности, Развитие прав и обязанностей
Пост губернатора был учреждён в Русском царстве 29 декабря 1708 года указом Петра I. Первыми губернаторами Московской, Ингерманландской, Киевской, Смоленской, Архангелогородской, Казанской, Азовской и Сибирской губерний стали Т. Н. Стрешнев, А. Д. Меншиков, Д. М. Голицын, П. С. Салтыков, П. А. Голицын, П. М. Апраксин, Ф. М. Апраксин и М. П. Гагарин соответственно. Первоначально полномочия губернских начальников заключались лишь в поддержании порядка и исправных поставок людских, экономических и сырьевых ресурсов из подведомственного субъекта государству. В то же время сами губернаторы были подчинены лично Царю, Сенату, и Коллегиям. Также в 1712 году в каждой губернии при каждом её начальнике были созданы советы ландратов, призванные как сделать губернское правление коллегиальным, так и избежать единоличной власти одного человека в субъекте. Несмотря на юридическое равенство в положении губернаторов и ландратов, первые по факту не обязаны были аффилировать свои решения с представителями совета. Ввиду своей бесполезности советы ландратов были распущены в 1719 году.
12 сентября 1728 года Петром II была издана особая инструкция губернаторам, которая стала первым документом, юридически закрепившим полномочия губернаторов. Помимо ранее упомянутых обязанностей, чиновникам предписывалось бороться с эпидемиями, пожарами и разбоем, а также участвовать в сыске беглых крестьян и «следить за состоянием умов». В юрисдикцию губернаторов переходили местные тюрьмы, строительство всевозможных зданий и ведение хозяйства.
В свою очередь «золотым веком» губернаторов можно по праву считать период правления Екатерины II. Именно её указом от 2 мая 1764 года все служившие и последующие губернские начальники были наделены рекордными по масштабу полномочиями. В самом документе начальники субъектов именовались «хозяевами губерний», полностью освобождались от влияния коллегий и получали в свое распоряжение все местные учреждения, до этого подчинявшиеся непосредственно органам управления.
Дальнейшая серьёзная перемена в обязанностях губернаторов произошло в эпоху правления Николая I. Сильно опасаясь распространения вольнодумства, император подписал «Общий наказ гражданским губернаторам» от 3 июня 1837 года, существенно ослабивший самостоятельность деятельности начальников губерний. Согласно указу, губернаторы теряли возможность издавать постановления и менять старые, обязывались действовать от лица губернских правлений, в то время как право на личное действие чиновники имели лишь в тайных и особо важных делах, требующих спешки. По своему положению, губернаторы Николаевской эпохи сравнялись с губернаторами эпохи Петра Великого.
С восшествием Александра II на престол в 1855 году подход к регулированию губернаторской власти вновь претерпел изменения. Главным изменением стала смена приоритетов на назначение губернаторов с людей военной специальности на людей гражданской. При Александре II акцент при назначении начальника губернии делался уже на наличие добротного юридического образования и заслуг на гражданской службе. Великие реформы также затронули деятельность руководителей субъектов. С учреждением земств губернаторам поручалось контролировать их деятельность. Последние были наделены на право односторонней отмены и приостановки любого из решений всякой находящейся на территории губернии управы по своему усмотрению. В ходе Судебной реформы чиновники губернаторского ранга были лишены права на отмену любого судебного решения, а также на участие в каких-либо судебных процессов.
Должность губернатора в Российской империи была упразднена в 1917 году декретом Временного правительства.

## Генерал-губернатор, Военный губернатор, Вице-губернатор

### Генерал-губернатор

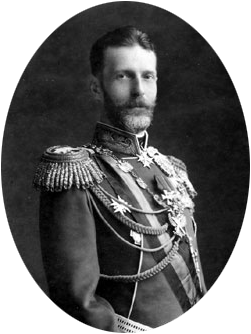
Московский генерал-губернатор Великий князь Сергей Александрович

Должность генерал-губернатора была учреждена одновременно с губернаторской и по началу отличалась от последней лишь степенью почётности. Первыми пост генерал-губернатора получили начальники Ингерманландской и Азовской губерний — А. Д. Меншиков и Ф. М. Апраксин. Значение государственного поста сильно изменилось по итогам Губернской реформы Екатерины II: согласно ей, генерал-губернаторы назначались главами исключительно генерал-губернаторств. На территории управляемых ими субъектов те могли распоряжаться войсками в отсутствие монарха и самовольно принимать чрезвычайные меры. Также они имели право голоса в Сенате и подчинялись лично царю(в то время как на конец XIX века обыкновенные губернаторы являлись подчинёнными Министерства Внутренних Дел). Зачастую генерал-губернатором назначался лояльный императору высокопоставленный офицер.

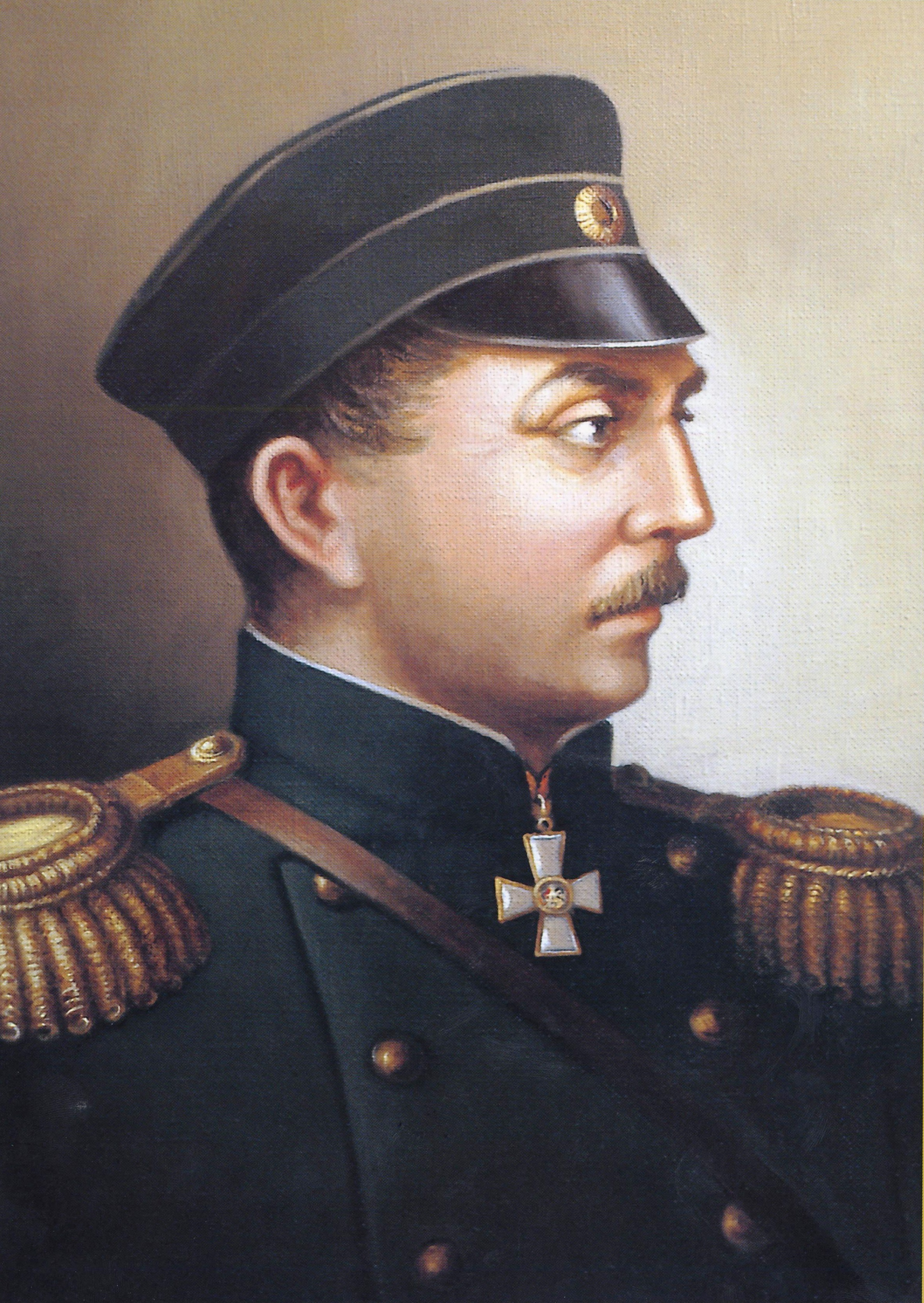
Военный губернатор Севастополя П. С. Нахимов

### Военный губернатор
Несмотря на схожесть в названии, должность военного губернатора сильнее всего отличалась по своим обязанностям от генерал-губернаторской. Военный губернатор являлся армейским чиновником и назначался в приграничные, либо прифронтовые губернии и области. Кроме того, военный губернатор также мог быть назначен командующим порта и крепости. Также военного губернатора назначали в качестве высшего административного чиновника на территории, занятой русскими войсками в ходе войны.
В обязанности военного губернатора входило управление местными войсками (либо гарнизоном), а также решение вопросов обороны.

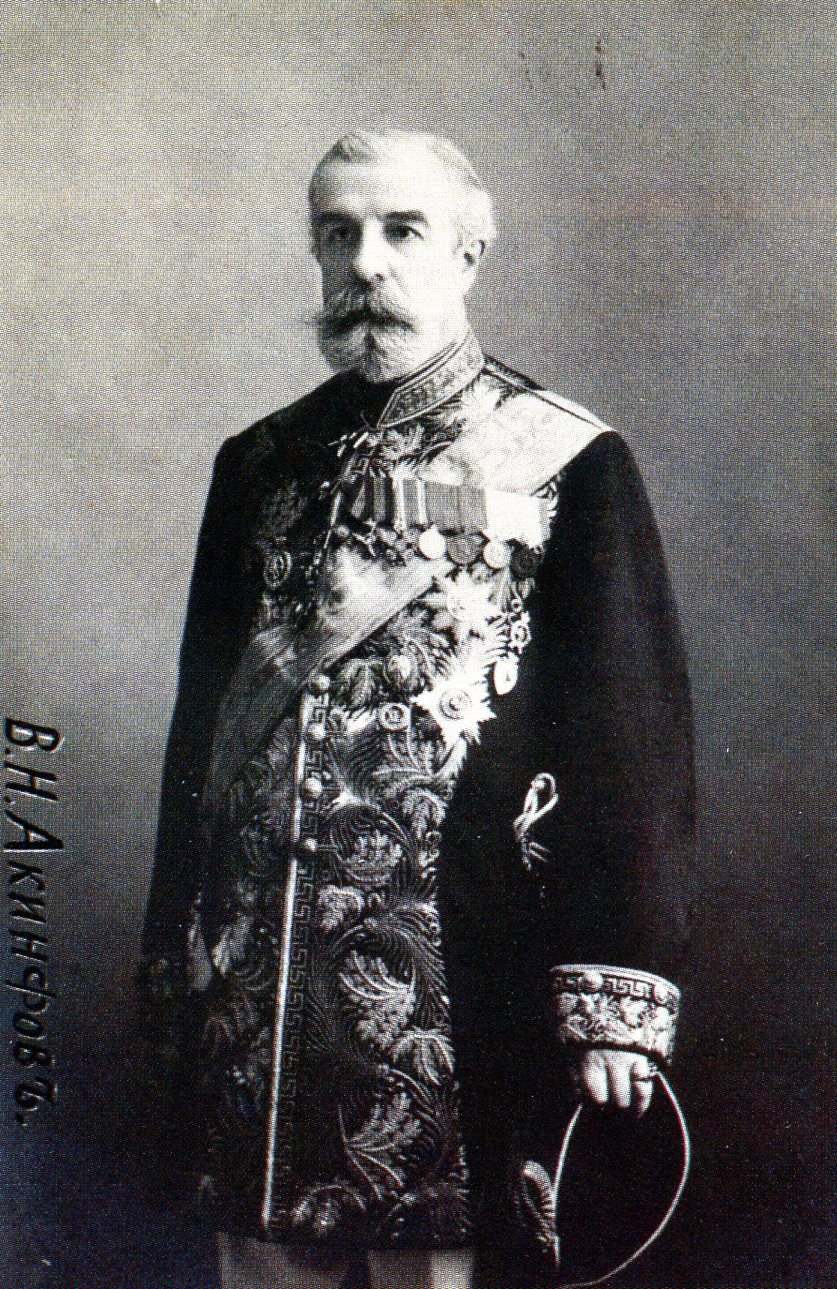
Симбирский вице-губернатор В. Н. Акинфов

### Вице-губернатор
Должность вице-губернатора с самого начала представляла собой заместителя губернатора. В XVIII веке вице-губернатор мог заведовать решением определённой группы вопросов, либо управлять группой меньших по уровню субъектов империи. В XIX веке вице-губернатор стал постоянным заместителем губернатора по всем делам.